# 유로비트
유로비트(영어: Eurobeat, 일본어: ユーロビート)는 이탈로 디스코에서 파생된 장르로 전자악기를 이용해 제작한 댄스곡의 일종이다. 이탈리아에서 시작되었으나 현재는 일본이 주류를 차지하고 있다.

## 개요
유로비트는 주로 신시사이저 등의 전자악기를 많이 사용한, 4/4 박자로, 120 ~ 160BPM 전후의 빠른 템포의 음악 과 많은 것을 예로 든다. 원래는 이탈리아의 이탈로 디스코에서 파생된 것이지만, 1980년대 말에 홍콩과 일본에 들여오게 된 이후, 일본만의 음악 장르로 발전되고 있다.

### 특징
대부분 유로비트 곡의 흐름은 다음과 같다.
| 인트로 → 리프 (반주) → 멜로 (절) → 멜로 2 (브릿지) → 후렴 → 리프 (반주) → 아웃트로 |
| ---------------------------------------------------------------------------------- |

유로비트 곡들은 거의 위의 흐름을 갖추고 있다. 인트로(intro) 부분은 곡의 내용을 암시하며 리프(riff, 반주) 부분은 본격적으로 곡에 돌입한다. 리프가 끝나면 멜로(melo, Melody의 약자)로 돌입하여 보컬이 나오는데 거의 1절 가사과 2절 가사를 갖추고 있다. 그 다음 멜로 2는 후렴 직전에 가사가 나오며 1절과 2절 둘다 멜로 2의 가사가 거의 같다. 그리고 유로비트의 주제이자 제일 중요한 부분인 후렴이 나오고 사비가 끝나면 다시 리프(반주)로 들어간다. 곡이 다 끝나면 아웃트로(Outro)로 마무리하여 곡을 끝낸다.

#### 주로 다루는 주제
유로비트는 주로 다음과 같은 주제를 곡 제목으로 삼는 경우가 많다.
- 자동차(Car), 경주(Race)
- 사랑(Love)
- 일본 관련
- 유로비트(Eurobeat)
- "음악"(Music), 댄스(Dance) 관련

### 인지도
일본에서는 80년대부터 2000년대 말기까지 유로비트 붐이라는 유행이 일어날 만큼 큰 인지도를 가졌으며 파라파라와 크게 연관이 되었다.
그러나 일본에서만 유행하고 만들어지는 음악인 관계로 일본 이외의 지역에서는 유로비트가 널리 알려지지 않았으며 장르의 한 종류로도 인정을 받지 못하는 실정이다.
2010년대 이후로 현재 일본에서도 인지도가 낮아져가는 추세이나, 2013년에 발매한 에이벡스의 SUPER EUROBEAT Vol.221집부터 다시 매상이 오르기 시작했다.인지도 재상승은 좀 더 지켜봐야 알 수 있을 듯 하다.

### 하이퍼 테크노
하이퍼 테크노(영어: Hyper Techno)는 유로비트를 하드코어 테크노식으로 재구성한 것으로 사실 장르명이 아니라 에이벡스에서 지어낸 상표명이다. 이 음악을 이용하여 파라파라를 추는 것을 테크파라라고 칭한다. 주로 강렬한 음악성을 지니고 있으며 대부분 랩과 보컬로 이루어져 있고 일부 곡의 가사에 욕설이 포함되어 있는 것이 특징이다.

## 역사

### 어원
유로비트라는 명칭의 기원은 1985년 12월, 영국의 음악 잡지 "레코드 미러"에서 "하이 에너지 차트"라는 이탈로 디스코/하이 에너지 음악의 차트 이름을 "유로비트 차트"로 변경한 것이 기원이였다. 유로비트라는 이름이 지어진 이유는 당시 이탈로 디스코의 비트(박자)가 당시 예전보다는 빨라졌고 유럽에서 유행했기 때문이라고 한다.
한편 유로비트의 어원을 제공한 영국의 "유로비트 차트"는 1987년에 다시 "하이 에너지 차트"로 이름을 바꾸고 말아 "유로비트"라는 말은 일본에서만 통하게 되고만다.

### 일본에서의 발전
이후 일본에서는 1980년대부터 1990년대까지 이탈로 디스코를 수입하여 댓츠 유로비트 시리즈를 발매함으로써 당시 이탈로 디스코가 유로비트로 불리면서 일본 내에 장르명으로 정착하게 된다.
이후 1990년대부터 마츠우라 마사토가 직접 이탈리아 유로비트 레이블과 계약하고 슈퍼 유로비트 시리즈를 시작하여 현재까지도 꾸준히 신곡 앨범을 발매해 일본내에서 몇차례 유로비트 붐을 일으키기도 하였다.

## 같이 보기
- 유로팝
- 유로디스코
- 유로댄스
- 슈퍼 유로비트
- 이니셜 D
- 이탈로 디스코
- 이탈로 댄스